# اسونت (ماساچوست)
اسونت (به انگلیسی: Assonet) یک منطقهٔ مسکونی در ایالات متحده آمریکا است که در فری تون، ماساچوست واقع شده‌است. اسونت ۴٬۰۸۴ نفر جمعیت دارد.